# Chaîne (obstacle à la navigation)

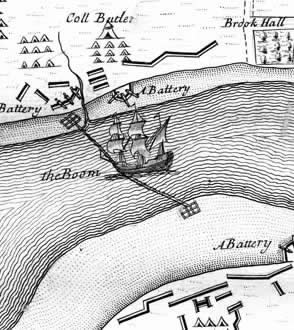
Estacade bloquant le fleuve Foyle durant le Siège de Derry

La chaîne de port, estacade ou autre variante est un obstacle tendu à travers une voie d'eau navigable pour maîtriser la navigation ou la bloquer. Elle pouvait être une installation militaire visant à interdire l'accès d'un lieu aux navires ennemis ; le filet anti-sous-marin en est un exemple moderne. Elle pouvait aussi servir, surtout sur les fleuves et rivières, à obliger les bâtiments de passage à acquitter un péage ou à prévenir la propagation de pestes au XVIIe siècle,.

## Description
L'estacade flotte en général à la surface de l'eau, tandis que la chaîne peut se trouver à la surface de l'eau ou sous cette dernière. On pouvait faire flotter la chaîne à l'aide de radeaux, de grumes, de navires ou d'autres bois, qui transformaient ainsi la chaîne en estacade.
Surtout dans les temps médiévaux, l'extrémité de la chaîne pouvait être fixée à une tour. Cela permettait de soulever la chaîne ou de l'abaisser sans danger, car la tour était souvent lourdement fortifiée. En soulevant et abaissant la chaîne ou l'estacade, on pouvait accorder l'accès sélectivement plutôt que de rendre un plan d'eau tout à fait inaccessible. L'élévation et l'abaissement de la chaîne pouvaient être réalisés à l'aide d'un guindeau ou d'un cabestan.
Les chaînes et les estacades pouvaient être brisées par un navire suffisamment gros ou lourd ou être démantelées, ce qui arriva à maintes occasions, notamment lors du siège de Damiette, du raid sur la Medway et de la bataille navale de Vigo,,,. Cependant, il arriva souvent que les attaquants s'emparèrent des défenses et coupèrent la chaîne ou l'estacade par des méthodes plus classiques. Lors du siège de Londonderry, par exemple, l'estacade fut coupée par des marins qui s'en étaient approchés dans une chaloupe.
Élément clé des défenses, les estacades étaient d'ordinaire fortement défendues par des tours, des batteries ou des forts riverains. Pendant l'ère de la voile, l'estacade qui protégeait un port pouvait être défendue par plusieurs bâtiments et leurs canons de bordée. Dans certaines occasions, plusieurs estacades pouvaient barrer un plan d'eau.

## Galerie

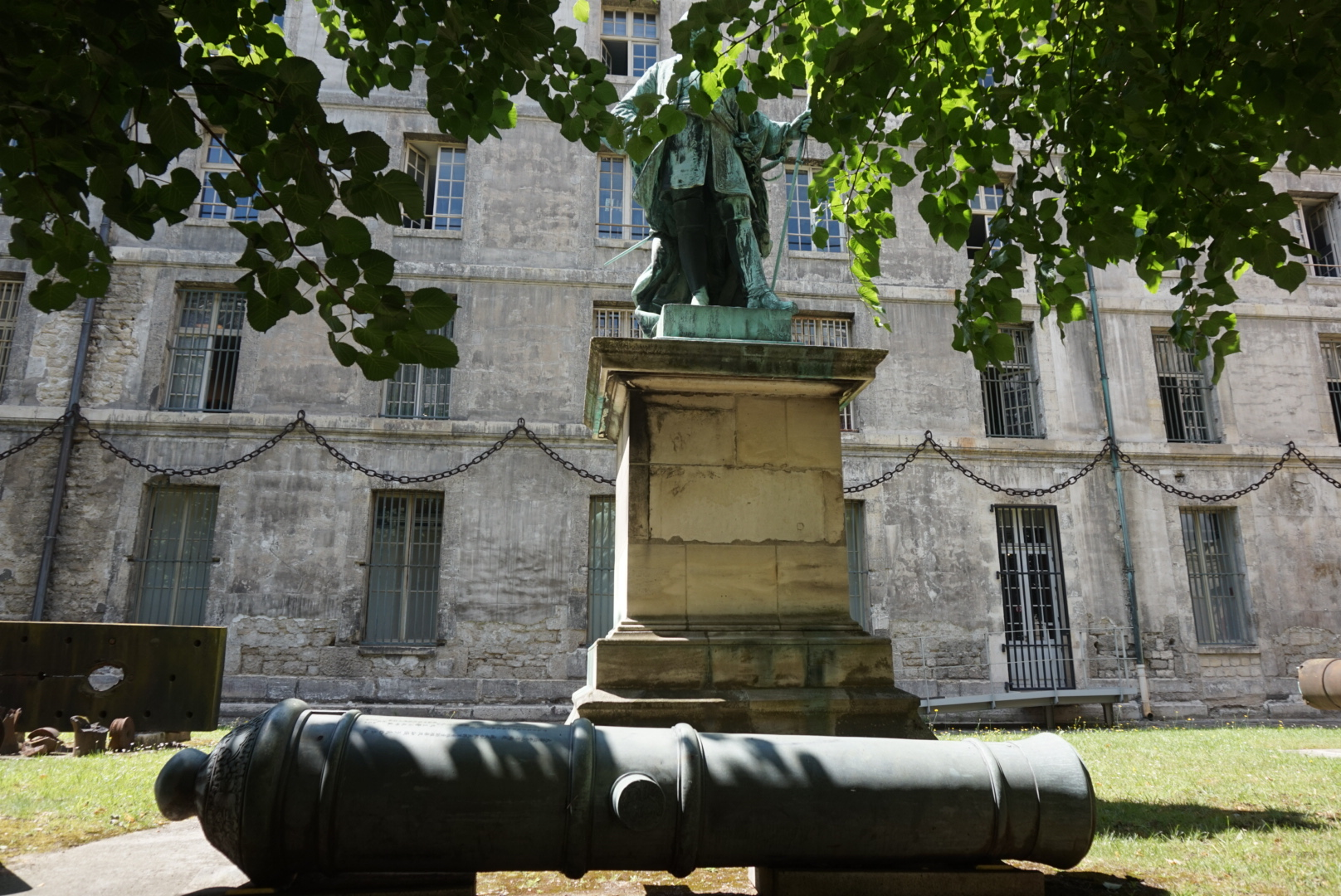
Chaîne du Danube (près de 195 mètres de long), prise à Vienne par l'armée française
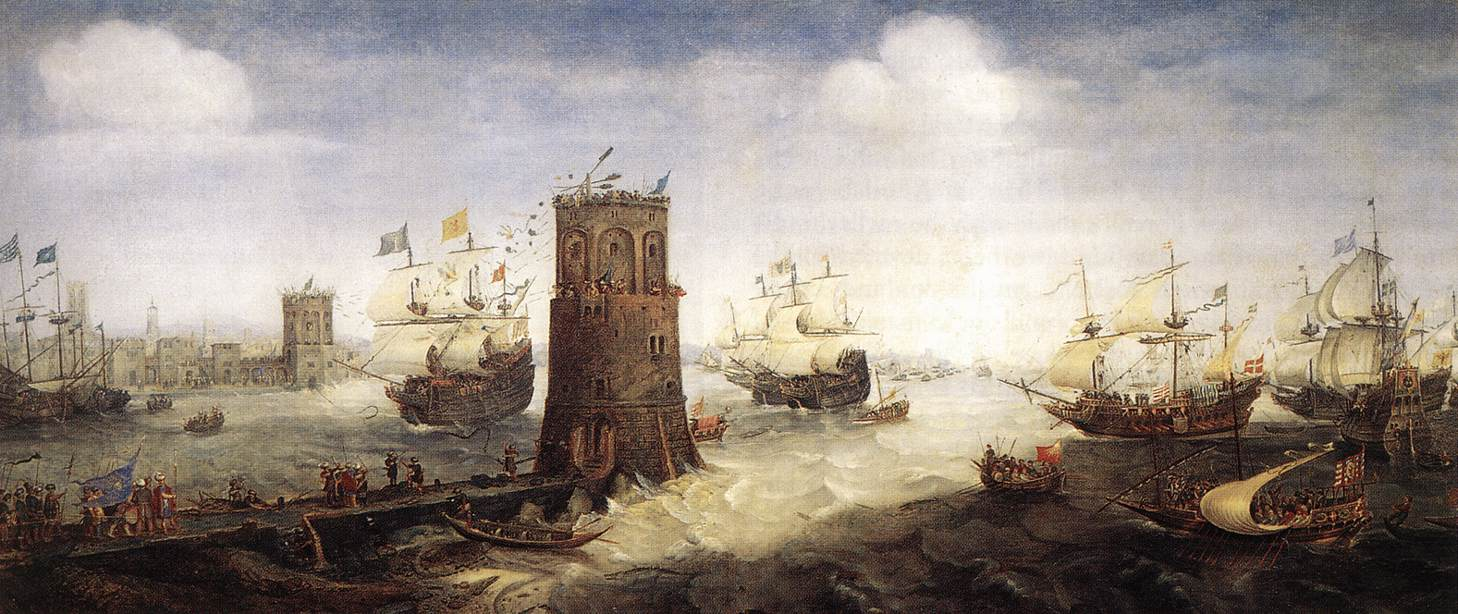
Les croisés hollandais brisent une chaîne protégeant le port (à gauche) lors du siège de Damiette
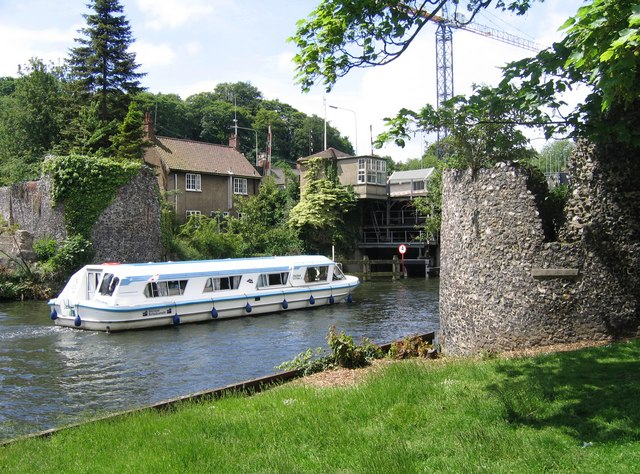
Tours de la chaîne à Norwich
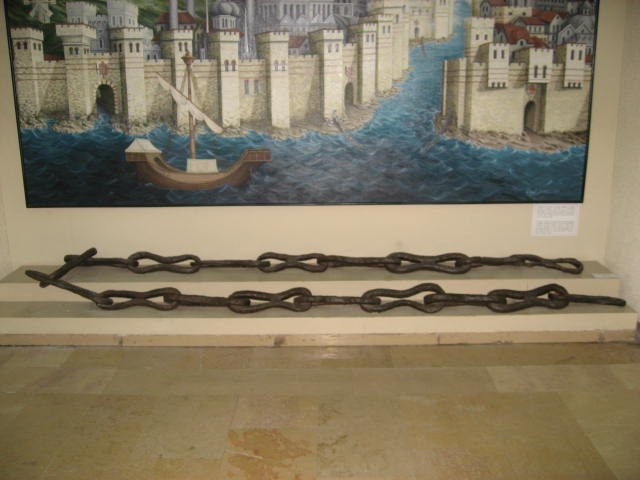
Restes de la grande chaîne qui protégeait la Corne d'Or
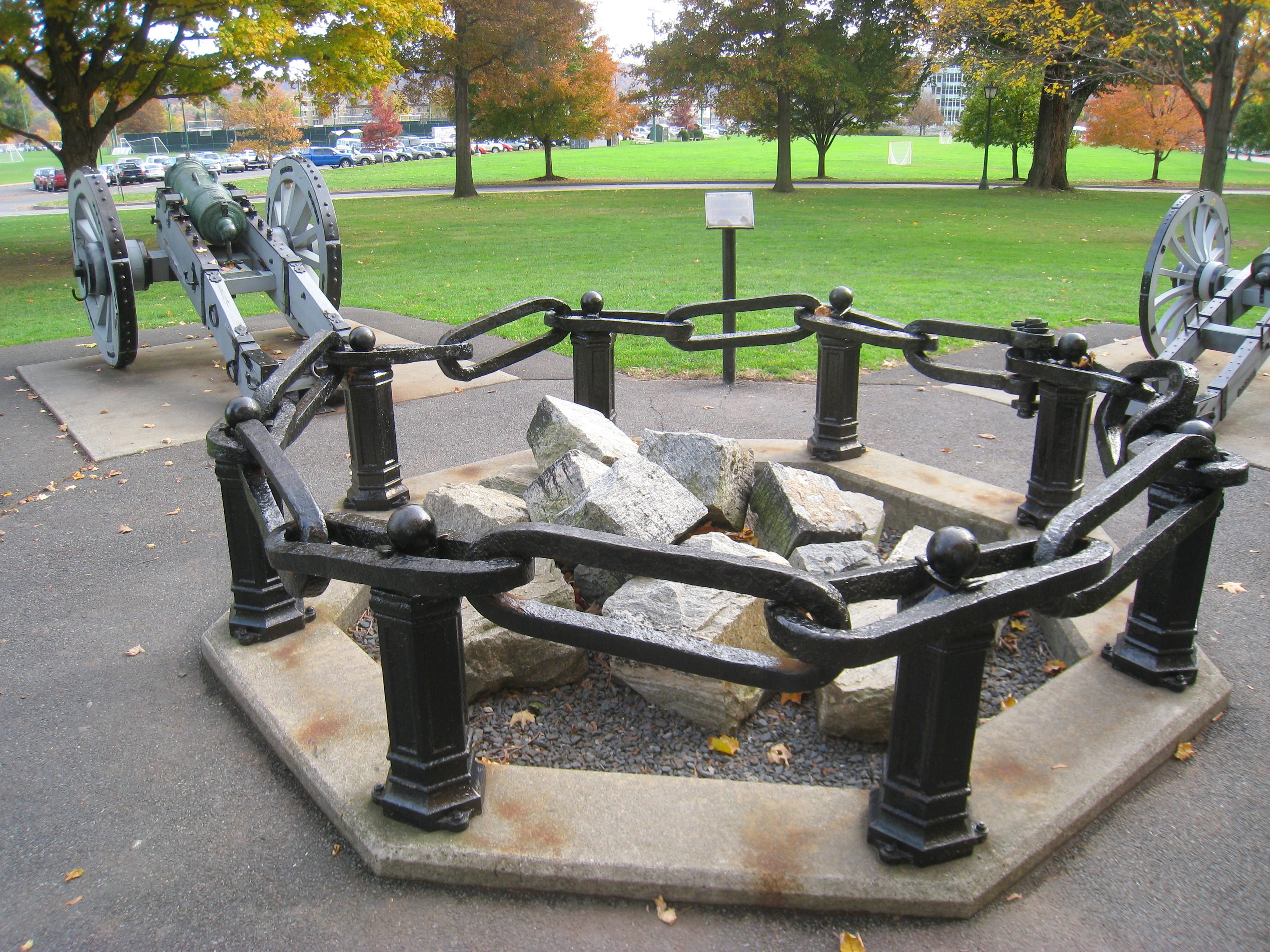
Partie conservée de la « chaîne de l'Hudson » à West Point

## Exemples
- Le mur léonin comprenait une chaîne qui barrait le Tibre.
- Une chaîne pouvait entraver la navigation à l'entrée de la Corne d'Or.
- Le péage des navires au passage des Portes de Fer, sur le Danube, était défendu par une forte chaîne ancrée à un récif appelé Babakaj. De l'autre côté du fleuve se dressait la forteresse de Golubac.
- Une chaîne et une estacade bloquaient la Medway lors du raid de 1667.
- Chaîne du Danube (près de 195 mètres de long), prise à Vienne par l'armée française, conservée au Musée de l'armée[8].
- La « chaîne de l'Hudson » se composait en fait de deux estacades et de deux chevaux de frise.